# Koreatown (Los Angeles)
Koreatown je čtvrť města Los Angeles v Kalifornii ve Spojených státech amerických. Nachází se v okolí křížení Osmé ulice a Irolo a rozkládá se přibližně na ploše 7 km². Čtvrť Koreatown byla oficiálně ustanovena okresem Los Angeles County roku 1980. Jde o jednu z nejhustěji obydlených čtvrtí v zemi. Podle sčítání v roce 2000 zde žilo 115 070 obyvatel, kteří žili na ploše 7 km², tedy přes 16 tisíc lidí na 1 km². Přesné hranice čtvrti jsou však nejasné, existují různé právní, historické a kulturní definice. Podle odhadu z roku 2020 zde žilo 600 bezdomovců.